# Трстеняк, Тина
Тина Трстеняк (словен. Tina Trstenjak, род. 24 августа 1990 года в Целе) — словенская дзюдоистка, олимпийская чемпионка 2016 года, чемпионка мира 2015 года, трёхкратная чемпионка Европы, призёр чемпионатов мира, Европы и Европейских игр. Серебряный призер Олимпийских игр 2020 в Токио.

## Биография
Родилась в 1990 году. В 2013 году стала бронзовым призёром чемпионата Европы. В 2014 году стала бронзовой медалисткой чемпионата мира и серебряным призёром чемпионата Европы. В 2015 году завоевала серебряную медаль Европейских игр.
В апреле 2016 года в Казани впервые стала чемпионкой Европы, победив в финале категории до 63 кг австрийку Катрин Унтервурцахер.
На Олимпийских играх 2016 года в Рио 9 августа в категории 63 кг Тина последовательно одержала победы над представительницей Италии Эдвиге Гвенд, китаянкой Ян Цзюнься, бразильянкой Марианой Силвой и француженкой Кларисс Агбеньену и завоевала олимпийское золото. При этом Трстеняк не позволила соперницам набрать ни одного очка.
По итогам 2016 года Трстеняк была признана лучшей спортсменкой года в Словении.
В апреле 2021 года в Лиссабоне на чемпионате Европы Тина смогла одержать победу в весовой категории до 63 кг и стала трёхкратной чемпионкой континента. В финале была сломлена российская спортсменка Дарья Давыдова.